# Christmas in Vienna
Christmas in Vienna — різдвяний концертний альбом іспанських тенорів Пласідо Домінго, Хосе Каррераса та американської співачки Даяни Росс, який вийшов 1993 року. Запис концерту пройшов в 1992 році у Віденській ратуші, в ньому також брали участь Віденський симфонічний оркестр і Гумпольдскірхенський хор хлопчиків.
Реліз альбому відбувся 5 жовтня 1993 року, в сезон передріздвяної лихоманки. В США альбом мав великий успіх, досягнувши 2 місця в чарті Billboard Classical Albums, крім цього він зміг дістатися до верхніх позицій чартів ще декількох країн.

## Список композицій
| #   | Назва                                      | Виконавець                                 | Тривалість |
| --- | ------------------------------------------ | ------------------------------------------ | ---------- |
| 1.  | «Introduction: Jingle Bells»               | Віденський симфонічний оркестр             | 1:37       |
| 2.  | «Mille Cherubini In Coro»                  | Хосе Каррерас                              | 3:54       |
| 3.  | «Amazing Grace»                            | Даяна Росс                                 | 5:46       |
| 4.  | «Wiegenlied»                               | Пласідо Домінго                            | 2:57       |
| 5.  | «Carol Of The Drum»                        | Хосе Каррерас, Даяна Росс                  | 2:58       |
| 6.  | «The Gift Of Love»                         | Пласідо Домінго                            | 3:55       |
| 7.  | «Navidad»                                  | Хосе Каррерас                              | 4:05       |
| 8.  | «White Christmas»                          | Даяна Росс, Пласідо Домінго                | 2:41       |
| 9.  | «Ave Maria (Schubert)»                     | Хосе Каррерас                              | 4:58       |
| 10. | «Ave Maria (Mascagni)»                     | Пласідо Домінго                            | 3:41       |
| 11. | «It's The Most Wonderful Time Of The Year» | Даяна Росс                                 | 2:42       |
| 12. | «Adeste Fideles»                           | Хосе Каррерас, Пласідо Домінго             | 2:40       |
| 13. | «If We Hold On Together»                   | Даяна Росс                                 | 3:31       |
| 14. | «Medley Christmas in Vienna»               | Хосе Каррерас, Даяна Росс, Пласідо Домінго | 13:45      |
| 15. | «Stille Nacht»                             | Хосе Каррерас, Даяна Росс, Пласідо Домінго | 3:54       |

## Чарти
| Чарт (1993)                       | Позиція |
| --------------------------------- | ------- |
| Австрія (Ö3 Austria)              | 2       |
| Німеччина (Media Control)         | 13      |
| Нідерланди (MegaCharts)           | 4       |
| Норвегія (VG-lista)               | 4       |
| Швеція (Sverigetopplistan)        | 14      |
| Швейцарія (Schweizer Hitparade)   | 7       |
| Велика Британія (UK Albums Chart) | 71      |
| США (Billboard Classical Albums)  | 2       |